# Mycosphaerella rubi
Mycosphaerella rubi är en svampart som beskrevs av Roark 1921. Mycosphaerella rubi ingår i släktet Mycosphaerella och familjen Mycosphaerellaceae.   Inga underarter finns listade i Catalogue of Life.